# ویزوار
ویزوار (به مجاری:  Vízvár) یک منطقهٔ مسکونی در مجارستان است که در ناحیه بارچ واقع شده‌است. ویزوار ۳۲٫۲۴ کیلومتر مربع مساحت و ۵۲۰ نفر جمعیت دارد.